# Agrippino di Como
Agrippino (VI secolo – 617) fu il tredicesimo vescovo di Como.
È venerato come santo, in particolare nella diocesi di Como, sebbene durante lo scisma dei tre capitoli fosse schierato dalla parte che aveva interrotto la comunione col papa. La sua memoria si celebra il 17 giugno.

## Biografia
La sua vicenda umana ed episcopale si svolse in un periodo di fermenti politico-militari, la fase iniziale della dominazione longobarda, e di torbidi religiosi nel pieno dello scisma tricapitolino.
Scelse come centro della sua attività missionaria ed episcopale l'Isola Comacina dove fece erigere prima della sua morte avvenuta probabilmente nel 616 o nel 617 la plebana basilica di Sant'Eufemia dove ebbe prima sepoltura.
In seguito alla distruzione dell'isola ed alla demolizione della basilica, avvenute nel 1169, le sue spoglie - ritrovate nel 1717 - furono traslate dapprima all'Abbazia dell'Acquafredda a Lenno (1721) ed in seguito, con la soppressione della stessa Abbazia, nella chiesa di Santa Domenica a Delebio (1785) suo (presunto) paese natale.
È probabile che fosse un monaco, ma non sappiamo con certezza se si trovasse a Como come esule tricapitolino o vi fosse giunto, alla fine del VI secolo, già vescovo, inviato dal patriarca di Aquileia.
Agrippino fu un tenace assertore dello scisma dei tre capitoli e fu il primo vescovo scismatico di Como. Venne consacrato nel 607, non dal metropolita di Milano che in quegli anni era in esilio a Genova ed aveva accettato la condanna dei tre capitoli riappacificandosi con Roma, ma dal Patriarca di Aquileia Giovanni, rimasto fedele allo scisma. Lo scisma si risolse con il Sinodo di Pavia del 699, ma la diocesi di Como rimase suffraganea della sede di Aquileia fino al 1751, e, dal 1751 al 1790 di quella di Gorizia, erede della giurisdizione metropolitana aquileiese per le terre imperiali, per poi rientrare sotto la giurisdizione metropolitana milanese, da cui comunque derivava, data la fondazione riconducibile a S. Ambrogio.

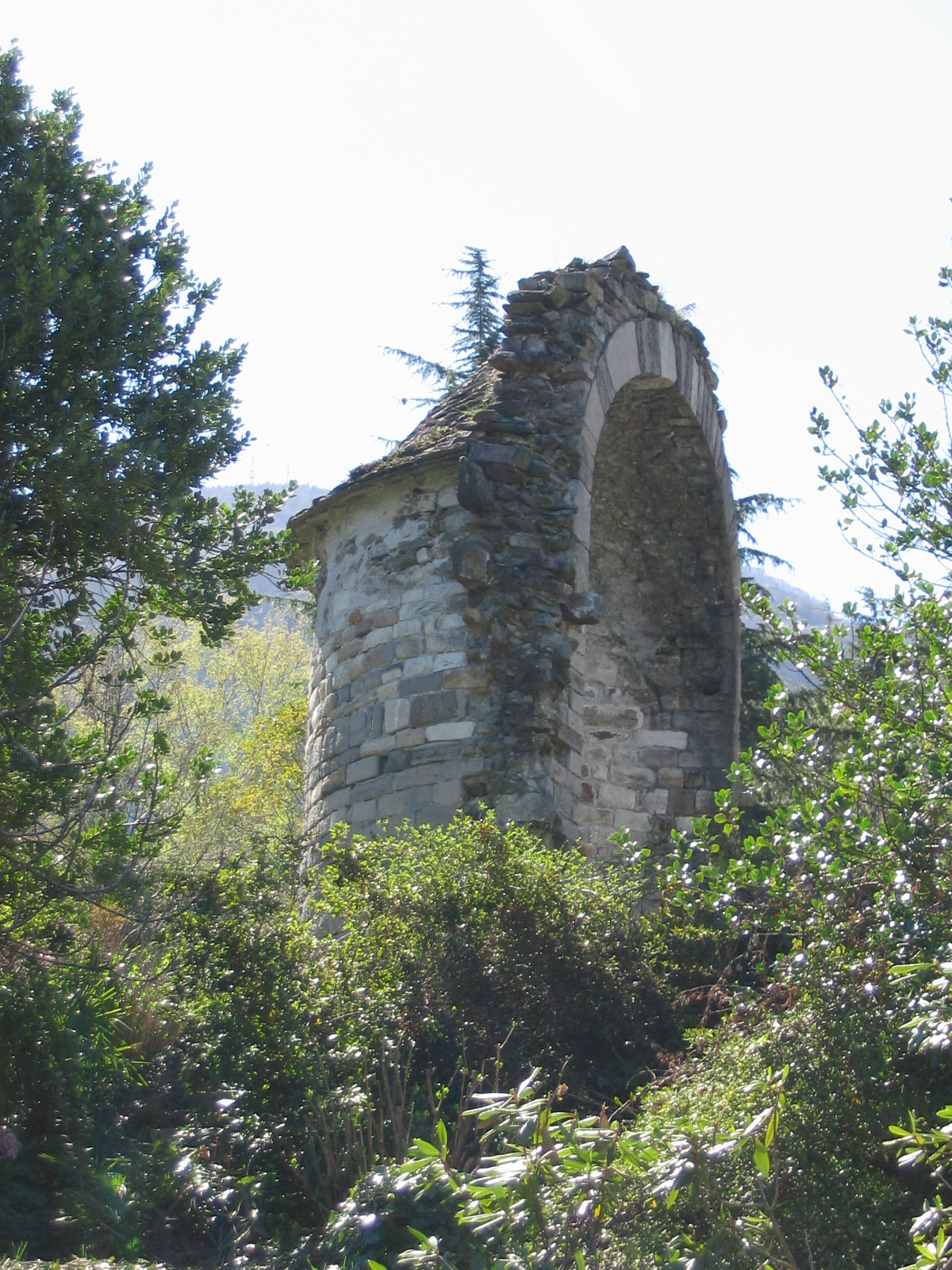
Santa Giustina, resti

### L'epigrafe
Aiuta, anche se non dirada del tutto l'incertezza storica che circonda la figura di Agrippino, la sua epigrafe tombale inizialmente nella basilica di Sant'Eufemia sull'Isola Comacina, oggi conservata nella parrocchiale omonima sulla sponda del lago ad Isola di Ossuccio.
Questi versetti ci parlano di un esule che abbandona la propria patria e i propri affetti per affermare e divulgare la santa fede, di un appartenente a una famiglia nobile e potente che si rende umile pro dogma patrum.

Agrippino appare come un monaco rigoroso e zelante missionario fautore dei Tre Capitoli 
(Marcora, op, cit.)

### Santa Giustina di Piona
Tutto ciò renderebbe più facile spiegare la costruzione di quell'edificio cultuale, dedicato a Santa Giustina, di cui rimangono alcuni resti dietro la chiesa di San Nicola nell'abbazia di Piona, come desiderio di eremitaggio, ma rimaniamo, tuttavia, nell'ambito delle congetture.

L'unica certezza è data dal cippo,
(Iscrizione del cippo)
 sistemato sotto i portici dell'abbazia del priorato di Piona, che testimonia la costruzione per sua volontà, di quello che avrebbe potuto essere un asceterio o forse un monastero femminile.